# Novigrad Podravski
Novigrad Podravski (mađarski: Kamarcsa, latinski: Comarcha) je općina u Hrvatskoj. Nalazi se u Koprivničko-križevačkoj županiji.

## Zemljopis
Novigrad Podravski je naselje pod obroncima Bilogore, smješten na Podravskoj magistrali, 17 km jugoistočno od Koprivnice.

## Stanovništvo
| broj stanovnika | 4443  | 4782  | 5319  | 5621  | 5673  | 5670  | 5651  | 5412  | 4969  | 4970  | 4746  | 4373  | 3809  | 3329  | 3161  | 2872  | 2300  |
|                 | 1857. | 1869. | 1880. | 1890. | 1900. | 1910. | 1921. | 1931. | 1948. | 1953. | 1961. | 1971. | 1981. | 1991. | 2001. | 2011. | 2021. |

| broj stanovnika | 3220  | 3477  | 3813  | 3960  | 3903  | 3909  | 3739  | 3432  | 3096  | 3085  | 2929  | 2751  | 2414  | 2173  | 2183  | 1914  | 1577  |
|                 | 1857. | 1869. | 1880. | 1890. | 1900. | 1910. | 1921. | 1931. | 1948. | 1953. | 1961. | 1971. | 1981. | 1991. | 2001. | 2011. | 2021. |

## Povijest
Na prostoru današnjeg Novigrada Podravskog postoje nalazi iz antičkog doba. U srednjem se vijeku na tom mjestu nalazilo naselje Komarna, a prvi puta se spominje 1201. godine, kada je bila središte Komarničkog arhiđakonata i Komarničke županije koja je sredinom XIV. stoljeća uključena u sastav Križevačke županije. Komarna je u srednjem vijeku bilo sjedište župa Blažene Djevice Marije i Sv. Jurja te hodočasničko okupljalište, a nestala u vrijeme ratova s Osmanlijama, te prestaje djelovati rimokatolička župa. Krajem 16. st. ustrojena je protuosmanska utvrda, a početkom 17. stoljeća obnovljeno selo dobiva ime Novigrad. Župa je obnovljena 1654. godine, a nova crkva Rastanka Apostola izgrađena je 1830. godine. Od prve polovice 18. stoljeća Novigrad Podravski je središte vojnokrajiške satnije. Općina Novigrad Podravski osnovana je 1871. godine.
U Novigradu 1904./1905. (uz Molve, Drnje i Virje) osnovana jedna od prvih organizacija HPSS-a, a na izborima 1908. godine Stjepan Radić je iz izbornog kotara Novigrad ušao prvi puta u Hrvatski sabor. Nakon dolaska željeznice 1912. godine, a naročito između dva svjetska rata Novigrad se razvio u lokalno obrtničko i poljoprivredno središte. Nakon Drugog svjetskog rata Novigrad stagnira, a nakon obnove općine 1993. i ulaganja u malo poduzetništvo te infrastrukturu dolazi do bržeg razvitka.

## Poznate osobe
- Janus Pannonius (Ivan Česmički)
- Blaž Mađer
- Ivo Pevalek
- Ivan Trnski
- Martin Sagner
- Baltazar Šimunić, podmaršal habsburške vojske

## Spomenici i znamenitosti
- Crkva rastanka sv. Apostola u Novigradu Podravskom

## Obrazovanje
- Osnovna škola prof. Blaž Mađer - otvorena 29. studenog 1968. godine

## Šport
- NK Drava